# Rhyacophila jayadurga
Rhyacophila jayadurga är en nattsländeart som beskrevs av Schmid 1970. Rhyacophila jayadurga ingår i släktet Rhyacophila och familjen rovnattsländor. Inga underarter finns listade i Catalogue of Life.